# Cheng Yuanzhi
Cheng Yuanzhi (?-184AD) foi um dos generais dos Turbantes Amarelos no O Romance Dos Três Reinos. Quando houve ataque ao condado de Zhuo, Cheng Yuanzhi se matou pelo Lord Guan. 